# Kosztorysowanie
Kosztorysowanie – proces sporządzania dokumentu finansowego realizacji określonego zadania zwanego kosztorysem.

## Etapy kosztorysowania w budownictwie
Proces kosztorysowania składa się z następujących, ogólnie określonych etapów:
- ustalenie celu sporządzenia kosztorysu i na tej podstawie rodzaju kosztorysu i jego zakresu,
- ustalenie danych wejściowych do kosztorysowania,
- wykonanie przedmiaru lub obmiaru z ustaleniem podstaw wycen poszczególnych pozycji,
- dokonanie wyceny,
- sporządzenie kompletnego dokumentu w wymaganym zakresie i formie z odpowiednimi zestawieniami na podstawie pkt. 2, 3 i 4.

## Techniki kosztorysowania
W okresie przed rozpowszechnieniem się techniki komputerowej kosztorysowanie prowadzone było w formie dokumentu papierowego opracowywanego na podstawie książkowych i broszurowanych wydań katalogów i cenników robót.
Obecnie dokument papierowy jest sporządzany w ostatnim etapie kosztorysowania, a większość czynności procesu kosztorysowania wykonywana jest przy pomocy techniki komputerowej.
Stosując odpowiednie oprogramowanie kosztorysowe ciężar obliczeń rachunkowych i innych czynności automatycznych przerzucony zostaje na system (program kosztorysowy), dzięki czemu kosztorysant może skoncentrować się na meritum sprawy, czyli:
- określeniu właściwych danych wejściowych do kosztorysowania,
- określeniu rodzajów robót we właściwej kolejności w procesie technologicznym oraz podstaw ich wyceny,
- określeniu właściwych nakładów,
- określeniu cen,
- ewentualnie wprowadzeniu danych opisowych i uzupełniających.

Dostępne programy do kosztorysowania wykonują natomiast:
- obliczenia rachunkowe na wprowadzonych danych, przy czym część danych oprogramowanie może pobrać samodzielnie (np. przedmiar z innych programów lub pozycji, nakłady z katalogów, ceny z cenników), a rolą kosztorysanta jest tylko ich kontrola i ewentualna korekta w uzasadnionych przypadkach,
- obliczenie narzutów według zadanych parametrów,
- obliczenie robót i kosztów dodatkowych, np. rusztowań, czasu pracy, kosztów transportu, itp.,
- tworzenie niezbędnych zestawień i podsumowań, np. zestawień materiałów, elementów scalonych, robocizny, sprzętu, itp.
- wydruk kosztorysu według ustalonych schematów.

Ponadto programy te najczęściej udostępniają wiele dodatkowych, przydatnych opcji takich jak:
- edytory formuł,
- wzory do obliczeń wielkości geometrycznych i fizycznych,
- przeliczniki jednostek,
- wczytywanie, tworzenie i edycja baz cenowych,
- tworzenie własnych katalogów nakładów,
- wymiana (eksport i import) danych z/do innych programów, np. do harmonogramowania, czy import przedmiarów z programów CAD,
- udostępnianie opisów katalogów, zasad przedmiarowania, itp.

## Baza techniczna i normatywna kosztorysowania w budownictwie

### Wprowadzenie
W procesie kosztorysowania kosztorysant opiera się na:
- bazie technicznej,
- bazie normatywnej (normowej).

Baza techniczna to ogół informacji niezbędnych do sporządzenia kosztorysu dotyczących konkretnej inwestycji. Baza normatywna to istniejące opracowania katalogów, cenników, instrukcji, wskaźników i zasad obowiązujących lub zalecanych do stosowania w procesie kosztorysowania.

### Baza techniczna
Baza techniczna to część materiałów niezbędnych w procesie kosztorysowania, która odnosi się do danej, indywidualnej inwestycji. Są to:
- dokumentacja techniczna z przedmiarem lub obmiarem, protokołem typowania, itp.,
- założenia i dane wejściowe do kosztorysowania,
- projekt technologii robót,
- inne opracowania, dokumenty i ustalenia odnoszące się do zakresu i technologii robót.

### Baza normatywna
Bazę tę stanowią opracowania ogólne dotyczące robót budowlanych, w tym:
- zestawienia nakładów rzeczowych, robocizny, materiałów i sprzętu lub nakładów scalonych,
- cenniki i zestawienia stawek,
- informacje o poziomie wskaźników i narzutów.

#### Grupy katalogów
- KNR: Katalogi Nakładów Rzeczowych
- KNR-W: Katalogi Nakładów Rzeczowych wyd. WACETOB
- NNRNKB: Normy Nakładów Rzeczowych Na Konstrukcje Budowlane – uzupełnienia do KNR
- KNR 9-XX: Katalogi Nakładów Rzeczowych wyd. ORGBUD-SERWIS
- KNR AT: Katalogi Nakładów Rzeczowych wyd. ATHENASOFT
- KNR BISTYP: Katalogi Nakładów Rzeczowych wyd. BISTYP-CONSULTING
- KNR SEK: Katalogi Nakładów Rzeczowych wyd. SEKOCENBUD
- KNR K: Katalogi Nakładów Rzeczowych wyd. KOPRIN
- KSNR: Katalogi Scalonych Nakładów Rzeczowych
- KNNR: Kosztorysowe Normy Nakładów Rzeczowych
- KNNR-W: Kosztorysowe Normy Nakładów Rzeczowych wyd. WACETOB
- KNP: Katalogi Norm Pracy
- KNKRB: Katalogi Norm Kosztorysowych Robót Budowlanych
- KJNZMB: Katalogi Jednostkowych Norm Zużycia Materiałów Budowlanych
- NZCPB: Normy Zużycia Czynników Produkcji Budowlanej
- KPRR: Katalogi Pracochłonności Robót Remontowych
- TZKNBK: Tymczasowe Zakładowe Katalogi Norm Budowlano-Konserwatorskich
- KNCK: Katalogi Norm i Cen Kosztorysowych
- ZKNR: Katalogi Zakładowe Telekomunikacyjne
- ZNR: Zestaw Nakładów Rzeczowych
- KNP nRPDE: Katalog Norm Pracy na Remonty Pionowych Dźwigów Elektrycznych
- Katalog norm czasu dla prac leśnych

## Przepisy prawne regulujące proces kosztorysowania w budownictwie

### Obowiązujące
- W Dz.U. z 2006 r. nr 79, poz. 551 została opublikowana ustawa z dnia 7 kwietnia 2006 r. o zmianie ustawy – Prawo zamówień publicznych oraz ustawy o odpowiedzialności za naruszenie dyscypliny finansów publicznych.
- W dniu 1 stycznia 2018 r. weszło w życie rozporządzenie Prezesa Rady Ministrów z dnia 28 grudnia 2017 r. w sprawie średniego kursu złotego w stosunku do euro stanowiącego podstawę przeliczania wartości zamówień publicznych (Dz.U. z 2017 r. poz. 2477).
- Ustawa z dnia 29 stycznia 2004 r. Prawo zamówień publicznych (Dz.U. z 2019 r. poz. 1843) obowiązująca od 2 marca 2004 r.
- Rozporządzenie Ministra Infrastruktury z dnia 18 maja 2004 r. w sprawie określenia metod i podstaw sporządzania kosztorysu inwestorskiego, obliczania planowanych kosztów prac projektowych oraz planowanych kosztów robót budowlanych określonych w programie funkcjonalno-użytkowym (Dz.U. z 2004 r. nr 130, poz. 1389)
- Rozporządzenie Ministra Infrastruktury z dnia 2 września 2004 r. w sprawie szczegółowego zakresu i formy dokumentacji projektowej, specyfikacji technicznych wykonania i odbioru robót budowlanych oraz programu funkcjonalno-użytkowego (Dz.U. z 2004 r. nr 202, poz. 2072)
- Rozporządzenie Komisji (WE) Nr 2151/2003 z dnia 16 grudnia 2003 r. zmieniające rozporządzenie (WE) nr 2195/2002 Parlamentu Europejskiego i Rady w sprawie Wspólnego Słownika Zamówień (CPV).

### Nieobowiązujące
- Zarządzenie Ministra Gospodarki Przestrzennej i Budownictwa z dnia 15 lipca 1996 r. w sprawie metod kosztorysowania obiektów i robót budowlanych (M.P. z 1996 r. nr 48, poz. 461) obowiązujące do 1 października 2001 r.
- Rozporządzenie Ministra Rozwoju Regionalnego i Budownictwa z dnia 13 lipca 2001 r. w sprawie metod kosztorysowania obiektów i robót budowlanych (Dz.U. z 2001 r. nr 80, poz. 867) obowiązujące do 12 grudnia 2001 r.
- Rozporządzenie Ministra Spraw Wewnętrznych i Administracji w sprawie metod i podstaw sporządzania kosztorysu inwestorskiego z dnia 26 lutego 1999 r. (Dz.U. z 1999 r. nr 26, poz. 239).
- Rozporządzenie Ministra Rozwoju Regionalnego i Budownictwa w sprawie kosztorysowych norm nakładów rzeczowych, cen jednostkowych robót budowlanych oraz cen czynników produkcji dla potrzeb sporządzania kosztorysu inwestorskiego z dnia 17 stycznia 2001 r. (Dz.U. z 2001 r. nr 3, poz. 22).
- Rozporządzenie Ministra Infrastruktury z dnia 24 stycznia 2004 r. w sprawie metod i podstaw sporządzania kosztorysu inwestorskiego (Dz.U. z 2004 r. nr 18, poz. 172) obowiązujące do 23 czerwca 2004 r.
- Ustawa o cenach z dnia 5 lipca 2001 r. (Dz.U. z 2001 r. nr 97, poz. 1050) wprowadzająca 12 grudnia 2001 r. zmiany w obowiązujących przepisach w sprawie kosztorysowania budowlanego.
- Ustawa o zamówieniach publicznych z dnia 10 czerwca 1994 r. (Dz.U. z 1994 r. nr 76, poz. 344), jednolity tekst (Dz.U. z 2002 r. nr 72, poz. 664) – obwieszczenie Marszałka Sejmu Rzeczypospolitej Polskiej z dnia 25 kwietnia 2002 r. w sprawie ogłoszenia jednolitego tekstu ustawy o zamówieniach publicznych.
- Rozporządzenie Rady Ministrów w sprawie szczegółowych zasad finansowania inwestycji z budżetu państwa (Dz.U. z 2001 r. nr 133, poz. 1480).